# Xã Cass, Quận Fulton, Illinois
Xã Cass (tiếng Anh: Cass Township) là một xã thuộc quận Fulton, tiểu bang Illinois, Hoa Kỳ. Năm 2010, dân số của xã này là 622 người.